# チャールズ・ビックフォード
チャールズ・ビックフォード（Charles Bickford、1891年1月1日 - 1967年11月9日）は、アメリカ・マサチューセッツ州ケンブリッジ出身の俳優。
アカデミー助演男優賞に3度ノミネートされた（受賞はならず）名脇役として知られる。愛すべき父親から人を寄せ付けないような厳格なビジネスマンや悪役、船長や権力者など様々な役を演じた。

## 来歴
1891年アメリカ・マサチューセッツ州ケンブリッジで7人兄弟の5番目として生まれる。9歳の時、飼い犬をひき殺した路面電車の運転手を撃ち殺そうとしたとして裁判にかけられ無罪になったことがある。木こりや投資プロモーターの職に就いた他、短期間ではあるものの疫病駆除の事業をしていたこともある。またアメリカ海軍の機関士だったこともある。10代の後半になると事業を辞め、米国中をあてもなく放浪する。サンフランシスコでバーレスクの女優に恋したことがきっかけで、ショーのマネージャーと親しくなり、1911年にオークランドのショーに役者として出演。これを機にマサチューセッツ工科大学への進学を諦めて役者となり、その後10年以上に渡って米国中を巡業でまわるようになる。
1925年のブロードウェイ公演『Outside Looking In』がヒットし、共演したジェームズ・キャグニーとともに演技が激賞される。これによりハリウッドからオファーが来たが、ブロードウェイでのキャリアを捨てることができずに断る。その後出演した、サッコ・ヴァンゼッティ事件を扱った『Gods of the Lightning』は、批評家からの評価は高かったものの興行的には失敗。しかし、ニコラ・サッコを演じたビックフォードがセシル・B・デミル監督の目に留まり、MGMと契約、デミル監督の1929年の映画『ダイナマイト』の主役の1人に抜擢される。
1930年のグレタ・ガルボ初のトーキー作品『アンナ・クリスティ』でガルボの相手役を演じ、人気スターとなるが、これ以降、ラブストーリーの主人公を演じることはなかった。
生来の勝ち気な性格から、監督やMGMの創始者の1人で独裁的なプロデューサーでもあるルイス・B・メイヤーとぶつかることが多く、実際に殴り合いの喧嘩になることもあった。そのためMGMとの契約は短期間で終わり、しかもブラックリストに載ってしまったために、以降数年に渡ってスタジオに所属しないフリーランスの俳優として活動することになる。
1935年の映画『ジャバの東』の撮影中にライオンに襲われ瀕死の重傷を負う。復帰は果たせたものの、ほぼ決まりかけていた20世紀フォックスとの契約が白紙になる。また、首に残った傷跡が大きい上に既に中年となっていたことから主演俳優としての地位も失う。しかし、これを機に「性格俳優」としての強みを発揮するようになる。
1943年の映画『聖処女』で第16回アカデミー賞の助演男優賞にノミネート。
1947年の映画『ミネソタの娘』で第20回アカデミー賞の助演男優賞にノミネート。
1948年の映画『ジョニー・ベリンダ』で第21回アカデミー賞の助演男優賞にノミネート。
1950年代になるとテレビドラマにも出演するようになる。
1965年に自伝『Bulls Balls Bicycles & Actors』を出版。
1967年に血液感染症により死去。

## 主な出演作品
- ダイナマイト Dynamite (1929)
- アンナ・クリスティ Anna Christie (1930)
- ジャバの東 East of Java (1935)
- 平原児 The Plainsman (1937)
- 聖処女 The Song of Bernadette (1943)
- 白昼の決闘 Duel in the Sun (1946)
- ミネソタの娘 The Farmer's Daughter (1947)
- ジョニー・ベリンダ Johnny Belinda (1948)
- アメリカ野郎 Jim Thorpe – All-American (1951)
- スタア誕生 A Star Is Born (1954)
- 見知らぬ人でなく Not as a Stranger (1955)
- 夜の乗合自動車 You Can't Run Away from It (1956)
- 大いなる西部 The Big Country (1958)
- 許されざる者 The Unforgiven (1960)
- 酒とバラの日々 Days of Wine and Roses (1962)
- 廿日鼠と人間 Of Mice and Men (1963)
- テキサスの五人の仲間 - A Big Hand for the Little Lady (1966)

## その他
アカデミー助演男優賞に3度ノミネートされ、いずれも本人の受賞は果たせていないが、同じ作品に主演した女優が全てアカデミー主演女優賞を受賞している（『聖処女』ではジェニファー・ジョーンズ、『ミネソタの娘』ではロレッタ・ヤング、『ジョニー・ベリンダ』ではジェーン・ワイマン）。